# Drzewa w Księdze Mormona

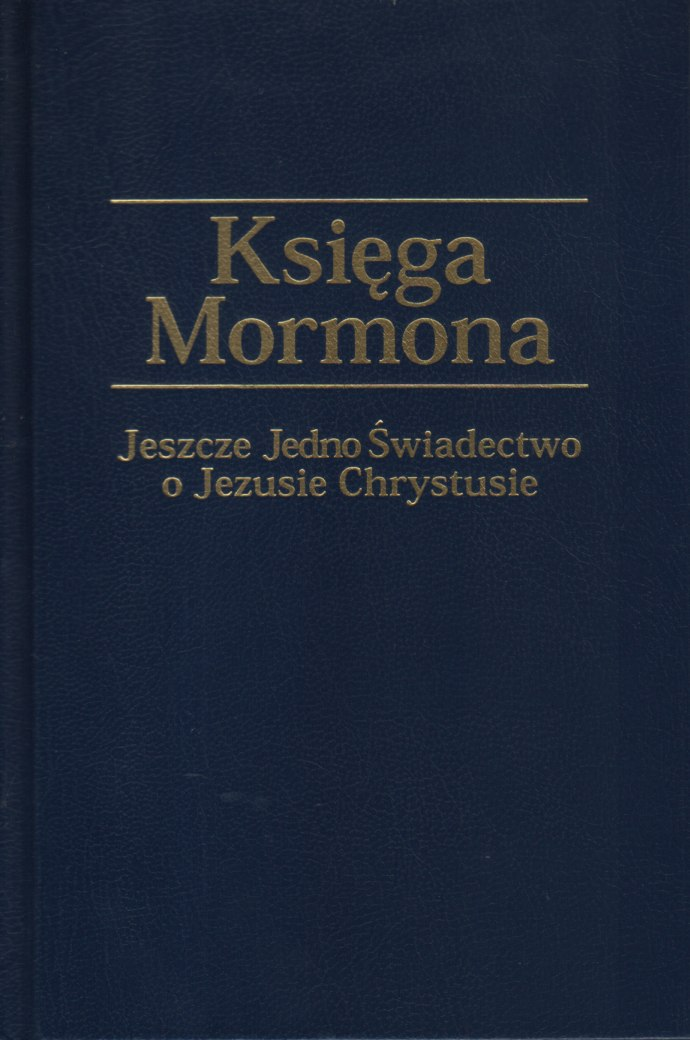
Księga Mormona

Drzewa w Księdze Mormona – opis wystąpień drzew w teologii ruchu świętych w dniach ostatnich, powiązanych bezpośrednio z Księgą Mormona.
Drzewa, osiągające znaczne rozmiary rośliny o zdrewniałym pniu, są wielokrotnie wspominane na kartach Księgi Mormona, jednego z pism świętych ruchu świętych w dniach ostatnich (mormonów). Często wykorzystywane w metaforach czy przypowieściach, bezpośrednio wspominane są znacznie rzadziej. Znalazły odzwierciedlenie w kulturze świętych w dniach ostatnich, dotyczące drzew fragmenty wykorzystywane są też przez krytyków mormonizmu.

## Tło
Drzewa opisywane w Księdze Mormona łączono z inspiracjami wywiedzionymi z różnych źródeł. Kosmiczne drzewo, centrum świata, jest rozpowszechnionym motywem w mitach i tradycji ustnej rozmaitych ludów zamieszkujących zwłaszcza Azję, Australię i Amerykę Północną. Wyróżnia się zasadniczo dwie jego formy, które, używając terminologii biblijnej, można określić jako drzewo życia oraz drzewo poznania złego i dobrego. 
Drzewo życia jest bogatym w znaczenia symbolem, który odnaleźć można w sztuce religijnej, architekturze oraz literaturze pochodzącej z różnych okresów historii. W kontekście biblijnym poza Księgą Rodzaju wspominane jest też w wersecie osiemnastym trzeciego rozdziału Księgi Przysłów. Jego bardziej szczegółowe opisy można odszukać w tekstach apokryficznych. Werset piąty trzydziestego drugiego rozdziału 1. Księgi Henocha opisuje je jako pachnące i rodzące owoce podobne do winogron. Tekst odnaleziony w Egipcie w 1945 opisuje drzewo życia jako piękne, ogniste oraz dające owoce podobne do białych winogron.
Zwrócono uwagę na obecność drzew w kilku wizjach czy też snach, których doznawali Joseph Smith starszy (chociażby w 1811 i 1813) oraz Lucy Mack Smith. Mogły one wpłynąć na przedstawienia tych roślin pojawiające się na kartach Księgi Mormona.

## Drzewa jako narzędzia symboliczne
Drzewa przewijają się w Księdze Mormona w różnych kontekstach, często w metaforach, porównaniach, alegoriach oraz przypowieściach. W wizji, którą ujrzeli patriarcha Lehi oraz jego syn Nefi, drzewo życia jest symbolem miłości Bożej. Stanowi też reprezentację Baranka Bożego. Owoc zaś tego drzewa odnosi się do największego ze wszystkich darów Bożych. Wskazano jednocześnie na rolę wizji drzewa życia w chrystologii Księgi Mormona. Stwierdzono, że pozwala ona ponownie skupić uwagę na Jezusie Chrystusie jako głównym instrumencie zbawczym. Wzywa też do pojednania między wszystkimi żywymi organizmami.
Alma przypomniał ludowi zamieszkującemu Zarahemlę o zaproszeniu Bożym skierowanym do wszystkich śmiertelników. Zaproszenie to dotyczyło spożywania owocu drzewa życia, przyjścia do Chrystusa, odpokutowania oraz ochrzczenia się, zgodnie z przekazem zawartym w wersetach od trzydziestego czwartego do trzydziestego szóstego piątego rozdziału Księgi Almy oraz wersetem sześćdziesiątym drugim tego samego rozdziału. Również Alma nauczał, że drzewo życia wyrasta z nasiona bądź ze słowa Bożego zasadzonego i troskliwie pielęgnowanego w sercu jednostki, co zapisano w wersetach od trzydziestego siódmego do czterdziestego trzeciego trzydziestego drugiego rozdziału Księgi Almy.
Księga Mormona w innym miejscu wspomina także o drzewie życia znajdującym się w ogrodzie Eden. Patriarcha Lehi w błogosławieństwie udzielonym swemu synowi Jakubowi wyjaśnił, że istniało ono jako niezbędne przeciwieństwo drzewa zakazanego owocu – zgodnie z zapisem z wersetu piętnastego drugiego rozdziału 2. Księgi Nefiego. W literaturze zauważono, iż brak bezpośredniego odniesienia do drzewa poznania dobrego i złego w Księdze Mormona wynikać może z mormońskiej interpretacji upadku, szczególnej na tle większości innych wyznań chrześcijańskich, bo w zasadzie wykluczającej grzech pierworodny.
W jeszcze innym metaforycznym odniesieniu do drzew wcześniej wspominany już Jakub mówi o alegorii Zenosa. W alegorii tej dom Izraela zostaje porównany do drzewa oliwnego. Alegoria naucza o wydarzeniach tak z przyszłości jak z przeszłości, w szczególności w odniesieniu do rozproszenia oraz zgromadzenia ludu przymierza, używając do tego opisu okopania, przycinania i pielęgnowania oliwki, między innymi w wersecie jedenastym rozdziału piątego Księgi Jakuba.
Ludy opisywane w Księdze Mormona uznawały się za odciętą gałąź domu Izraela, zgodnie z dwudziestym czwartym wersetem dziewiętnastego rozdziału 1. Księgi Nefiego oraz trzydziestym szóstym wersetem dwudziestego szóstego rozdziału Księgi Almy. Ich prorocy, w tym Józef, syn Jakuba, nauczali, że w dniach ostatnich poganie pomogą im w powrocie do przymierza oraz staniu się prawą gałęzią, zgodnie z rozmaitymi wersetami znajdującymi się w 1. Księdze Nefiego.
Drzewa, jako rośliny przynoszące zarówno złe jak i dobre z punktu widzenia człowieka owoce, wykorzystuje się w mormońskim świętym tekście jako metaforę ludów i jednostek działających zarówno na rzecz zła jak i dobra. Ci, którzy rodzą złe owoce, przestrzegani są, że ostatecznie zostaną ścięci i wrzuceni w ogień, zgodnie z wersetem pięćdziesiątym drugim piątego rozdziału Księgi Almy. 
Pozostałe metaforyczno-alegoryczne odniesienia do drzew zawarte w Księdze Mormona można znaleźć w zapiskach Izajasza. Zostały one przechowane na mosiężnych płytach, z których później skopiowano je na mniejszych płytach Nefiego. Izajasz wielokrotnie wykorzystywał przenośnie o botanicznym wydźwięku nauczając o Mesjaszu oraz o jego poczynaniach z ludem przymierza. Prorokował, że Chrystus będzie gałązką z pnia Jessego, jak przechowano to w pierwszym wersecie dwudziestego pierwszego rozdziału 2. Księgi Nefiego. Porównywał też dumę oraz hardość ludu do dębu baszańskiego oraz libańskiego cedru. Ostrzegał, że w dniu Pańskim zarozumiałość taka i wyniosłość zostanie poniżona, zgodnie z wersetami dwunastym i trzynastym dwunastego rozdziału 2. Księgi Nefiego. W innej jeszcze botanicznej aluzji porównał przywrócenie ludu na łono przymierza do dębu i terebintu, niszczonych i trawionych chorobą, ale też wciąż zdolnych do odrodzenia i regeneracji, za wersetem trzynastym rozdziału szesnastego 2. Księgi Nefiego. Wskazał, że przywrócona gałąź będzie jednocześnie piękna i owocna, zgodnie z wersetem drugim czternastego rozdziału 2. Księgi Nefiego. Nadto porównał tych, którzy radują się z niewoli szatańskiej, do jodły oraz cedru, które już dłużej nie obawiają się ścięcia, w wersecie ósmym dwudziestego czwartego rozdziału 2. Księgi Nefiego. Zrównał bogactwa oraz cały zdradziecki lud asyryjski z lasem, w którym po zemście Pańskiej pozostanie tak niewiele drzew, że nawet dziecko będzie w stanie je policzyć, zgodnie z wersetami osiemnastym i dziewiętnastym dwudziestego rozdziału 2. Księgi Nefiego. 
Tradycja mormońska z latoroślą z korzenia Jessego utożsamia Josepha Smitha, twórcę ruchu świętych w dniach ostatnich. John W. Welch nie wykluczał zresztą pochodzenia Smitha od Jessego, choć zaznaczał przy tym jednocześnie, że na gruncie mormońskiej doktryny nie da się tego ustalić. Takie samo bądź pokrewne stanowisko zajmowali też inni badacze zajmujący się mormońską teologią.

## Drzewa w pozostałych kontekstach
Rzeczywiste, żywe drzewa wspominane są w Księdze Mormona znacznie rzadziej, w kontraście do widocznego wyżej niezwykle częstego przenośnego wykorzystania tych roślin. W całym jej tekście można znaleźć tylko kilka bezpośrednich odniesień do drzew. Zarówno Nefici jak i Jeredyci pozyskali drewno do budowy statków, którymi przemierzyli ocean jeszcze w świecie pozaamerykańskim, zgodnie z wersetami pierwszym i drugim osiemnastego rozdziału 1. Księgi Nefiego oraz siedemnastym wersetem drugiego rozdziału Księgi Etera. Alma ukrył się w gąszczu drzew nieopodal wód Mormon, zgodnie z wersetem piątym osiemnastego rozdziału Księgi Mosjasza. Zemnarihah, jeden ze złoczyńców Gadiantona, został powieszony na drzewie, co zapisano w dwudziestym ósmym wersecie czwartego rozdziału 3. Księgi Nefiego. Z kolei przekaz zawarty w wersetach dziewiątym i dziesiątym trzeciego rozdziału Księgi Helamana mówi o niedoborach drewna na ziemiach przynależnych do wewnętrznej geografii Księgi Mormona.

## Drzewa w krytyce Księgi Mormona
Obecność drzew w Księdze Mormona była wykorzystywana przez krytyków mormonizmu. Opisaną niżej propozycję łączenia znalezionej w Meksyku w latach 40. XX wieku steli z wizją drzewa życia atakowali między innymi Harold W. Hougey, Jerald Tanner, Sandra Tanner i Latayne Scott. Jerald i Sandra Tanner krytykowali wykorzystującą drzewo oliwne alegorię Zenosa jako zarówno plagiat jak i anachronizm. Wskazywali, że została ona zaczerpnięta bezpośrednio z Biblii, konkretnie zaś z wersetów od szesnastego do dwudziestego czwartego jedenastego rozdziału Listu do Rzymian oraz z rozmaitych wypowiedzi Chrystusa zapisanych w ewangeliach. Jako taka ma również pochodzić z I wieku, zamiast, jak to sugeruje Księga Mormona, z okresu wcześniejszego niż VII wieku p.n.e.

## Obecność w mormońskiej kulturze
Opisane w Księdze Mormona drzewa znalazły odzwierciedlenie w kulturze świętych w dniach ostatnich. Fragmenty dotyczące symbolicznych drzew należą do najlepiej znanych i najczęściej cytowanych fragmentów tej mormońskiej świętej księgi. Drzewo życia pozostaje istotnym symbolem wykorzystywanym w tej grupie religijnej, uznawane bywa za jeden z kluczowych elementów całej Księgi Mormona. Witraż przedstawiający drzewo życia zdobi wnętrze świątyni mormońskiej w Waszyngtonie.
Obszerna jest również literatura poświęcona alegorii Zenosa. Alegorię tą zresztą starszy Joseph Fielding Smith określił mianem jednej z najwspanialszych przypowieści w całej zapisanej historii. Joseph Fielding McConkie zaliczył ją natomiast do klasycznych alegorii wywiedzionych z pism świętych.
Znaczne zainteresowanie członków Kościoła wzbudziło odkrycie w latach 40. XX wieku w meksykańskim stanie Chiapas tak zwanej steli Izapa 5. Uwagę świętych w dniach ostatnich na stelę zwrócił M. Wells Jakeman, profesor archeologii na Uniwersytecie Brighama Younga (BYU) w latach 50. XX wieku. Ten prekolumbijski artefakt został wykonany pomiędzy 100 p.n.e. a 100 n.e. i przedstawia scenę zdradzającą podobieństwo do wspomnianej wyżej wizji drzewa życia doświadczonej przez Lehiego i Nefiego. Nie wszyscy jednak święci w dniach ostatnich zgadzają się z łączeniem tej steli z Księgą Mormona. W artykule opublikowanym na łamach "Dialogue: A Journal of Mormon Thought" w 1969 Dee F. Green ostro skrytykował ten pomysł, posuwając się nawet do określenia go mianem pseudonauki. Argumentował, że nie ma możliwości, by w sposób wiarygodny ustalić, czy artysta będący autorem steli przedstawił na niej tą właśnie wizję. Dodawał, iż nie ma nawet wystarczających danych, by ustalić, jakie jest w ogóle prawdopodobieństwo ewentualnej inspiracji wizją Lehiego w tym przypadku. Krytyczny wobec powiązań między stelą Izapa 5 a Księgą Mormona był również Hugh Nibley.
Mormońska apologetyka przywołuje ponadto podobną scenę, tym razem w tak zwanej Świątyni Inskrypcji w Palenque. Twierdzi też, że jedna z grafik zawartych w Kodeksie drezdeńskim, przedstawiająca złożonego w ofierze człowieka, z którego serca wyrasta drzewo, bezpośrednio nawiązuje do wspomnianego wyżej ustępu z trzydziestego drugiego rozdziału Księgi Almy. Źródła związane z mormonizmem nie przesądzają o związku tych dzieł mezoamerykańskiej sztuki z Księgą Mormona, częściowo z uwagi na bardzo ostrożne stanowisko współczesnych przywódców Kościoła w kwestii umiejscowienia geograficznego wydarzeń z mormońskiej świętej księgi.
W mormońskim dyskursie apologetycznym pojawiła się równocześnie sugestia, zgodnie z którą wspomniany wyżej ustęp Księgi Mormona o drzewie życia oraz drzewie zakazanego owocu ma przypominać o naukach zawartych w Popol Vuh, świętej księdze narodu Kicze.